# Soper Lake
Soper Lake är en sjö i Kanada.   Den ligger i territoriet Nunavut, i den östra delen av landet, 2 000 km norr om huvudstaden Ottawa. Soper Lake ligger 1 meter över havet. Arean är 9,9 kvadratkilometer. Den sträcker sig 7,1 kilometer i nord-sydlig riktning, och 4,2 kilometer i öst-västlig riktning.
Följande samhällen ligger vid Soper Lake:
- Kimmirut (455 invånare)

Trakten runt Soper Lake består i huvudsak av gräsmarker. Runt Soper Lake är det mycket glesbefolkat, med 6 invånare per kvadratkilometer.